# Incendis forestals a Sibèria (2019)
Els incendis forestals a Sibèria van començar el juliol del 2019 en zones remotes del krai de Krasnoiarsk, l'óblast d'Irkutsk, Buriàtia, Transbaikal i Iacútia. A finals de juliol, la superfície total cremada era d'1,13 milions d'hectàrees a Iacútia i 1,56 milions d'hectàrees a les altres regions. Els incendis van provocar boirum a les principals ciutats de Sibèria Es van declarar emergències regionals en cinc entitats constituents de la Federació Russa. Segons les dades oficials, els incendis no van provocar morts o ferits. El 24 d'agost, la superfície total cremada s'estimava en 5,4 milions d'hectàrees.

## Causes
Segons el Ministeri de Situacions d'Emergència, l'extensió a gran escala dels incendis es va atribuir a mesures insuficients per extingir incendis. El ministre de Recursos Naturals, Dmitri Kobilkin, va esmentar les tempestes seques com la principal causa dels incendis.
Amb tot i això, després d'"analitzar les dades sobre tempestes seques i associar-les a un mapa de focs actius, es va determinar que les tempestes seques a la zona dels incendis no van afectar la seva aparició", - va dir el cap adjunt del Ministeri de Situacions d'Emergència de Rússia, Ígor Kóbzev. Per tant, la principal causa d'incendis naturals a Sibèria segons el servei de premsa del Ministeri d'Emergències de Rússia seria l'anomenada manipulació descurada del foc, com es demostra per la ubicació de la majoria dels incendis a prop de les carreteres.
| « | El reconeixement aeri ha demostrat que la majoria dels incendis naturals es troben a prop de les carreteres. Això suggereix que la causa principal dels incendis naturals ha estat la manipulació descurada del foc per part de l'home", va dir un representant del ministeri rus de Situacions d'Emergència. | » |

Els representants de gestors forestals i les organitzacions ecologistes també citaren com una de les possibles causes dels incendis, la crema intencionada, que podria haver començat a causa de la necessitat d'ocultar la tala il·legal massiva de fusta i la seva venda il·legal, principalment a la Xina.
El nombre insuficient de mesures preses per apagar els incendis de manera puntual es deu en part al fet que part dels territoris amb incendis pertanyen a les anomenades “zones de control”. Segons l'ordre del Ministeri de Recursos Naturals i Ecologia de 8 de juliol de 2014 “Sobre l'aprovació de les normes d'extinció d'incendis forestals”, a partir del 2015, les autoritats regionals podran no extingir incendis forestals a les “zones de control” si no amenacen àrees poblades i si "els costos d'extinció superen els danys previstos".
També s'esmenta com una de les principals causes dels incendis la reducció del nombre de guardaboscos a Rússia, després de l'adopció del nou Codi forestal el 2006, de 70.000 a 12.000 persones.

## Característiques
Els incendis forestals a Sibèria el 2019 són els més importants dels darrers anys.
Les temperatures mitjanes del juny a les zones de Sibèria on es van produir els incendis van ser gairebé deu graus superiors a la mitjana del període 1981-2010.
Els incendis forestals a Sibèria van tenir una àmplia ressonància a les xarxes socials; els usuaris van promoure activament publicacions amb hashtags rellevants i van demanar que s'extingissin immediatament. Al mateix temps, els experts que estudien els incendis constataren que els incendis forestals a l'Extrem Orient i Sibèria es produeixen anualment, però no solen atraure aquesta atenció.
Segons Greenpeace, els incendis a Sibèria fins al 5 d'agost de 2019 van assolir nivells rècord en tota la història de l'observació des del 2001 en termes de superfície cremada (4 milions ha), superfície de boscos cremats (més de 13 milions d'ha) i quantitat de diòxid de carboni alliberat a l'atmosfera (166 milions de tones).

## Seqüència dels esdeveniments
Des de principis de la primavera de 2019, es va registrar 350 incendis forestals a l'óblast d'Irkutsk. La superfície total afectada ascendí a 91.530 hectàrees, que és 14 vegades més que en el mateix període del 2018
El 22 de juliol, Olga Kozúlina, resident a Tomsk, va crear una petició per demanar que el territori de Sibèria entrés en situació d'emergència. A finals de juliol, la petició havia recollit més de 800.000 signatures. El nombre total de signants va superar el milió de persones.
El 25 de juliol, la cambra baixa del parlament rus es va negar a acceptar una ordre de protocol, a la seva comissió competent, per apel·lar al govern de la Federació Russa amb una proposta perquè declarés la situació d'emergència a les regions de Sibèria que patien incendis forestals.
El 26 de juliol, la superfície cremada pels incendis a Sibèria ascendia a 3 milions d'hectàrees (aproximadament el territori de Bèlgica), el 90% d'aquesta superfície d'incendis no s'extingí per manca de fons o perquè el territori del foc pertany a la "zona de control". El fum dels incendis va arribar a la regió del Volga i al sud del Kazakhstan. A l'óblast d'Irkutsk, dos aeroports dels centres regionals de Kírensk i Mama es van haver de tancar a causa dels forts incendis forestals, i els vols van ser cancel·lats a causa de la manca de visibilitat.
Segons les dades d'Avialessokhrana, el 29 de juliol es van cremar 2,7 milions d'hectàrees de bosc. El control remot d'ISDM-Rosleskhozdemostra que la superfície d'incendis era ja de 3,4 milions d'hectàrees. Segons l'Observatori de la Terra de la NASA, s'ha format un “barret” de fum al territori de Rússia, que abasta més de 4,5 milions de km². El governador del krai de Krasnoiarsk, Aleksandr Uss, va dir que no té cap sentit extingir incendis forestals en algunes parts dels territoris de Sibèria, ja que els bombers correrien un risc. Al fòrum educatiu de Totes les Rússies «Territori d'iniciativa juvenil "Biriussa-2019»", Uss va dir: "Hi ha una categoria que anomenem zona de control: on el foc no s'extingeix per definició, i hi ha una zona de guàrdia on s'extingeixen els focs. Pel que fa a la zona de control, aquest és principalment el territori nord, els incendis es produeixen regularment, principalment a causa de l'activitat de les tempestes. Això es produïa fa cent, dos-cents, tres-cents i cinc-cents anys. Ara, si tenim clima fred a l'hivern i es produeix una tempesta de nou, a ningú no se li acut... escalfar els icebergs ... de manera que faci més calor. Una cosa similar, crec, en relació amb incendis forestals a la zona de control. El fet és que es tracta d'un fenomen natural comú, i lluitar contra ell no té sentit i potser, fins i tot, pot ser perjudicial en algun lloc”.Segons la branca russa de Greenpeace, la superfície afectada pels incendis forestals aquesta temporada ja ha superat els 11 milions d'hectàrees, cosa que és més que la zona de Portugal o Eslovàquia i Croàcia combinades.
El 30 de juliol, es va informar que la superfície d'incendis forestals a zones de control era de 2,7 milions d'hectàrees, i que el 95% del personal del Servei de Protecció Forestal Aeri i tots els equips disponibles participaven en la lluita contra incendis per ajudar les forces regionals.Per prevenir la propagació del foc a les regions veïnes, es van traslladar al krai de Krasnoiarsk 100 militars professionals de les tropes aerotransportades. El ministre de Recursos Naturals, Dmitri Kobilkin, va dir que Roshidromet controlava constantment la concentració admesa de fum a l'aire. En relació amb incendis forestals a gran escala a Sibèria, el primer ministre Dmitri Medvédev va ordenar reforçar l'agrupació d'EMERCOM i va encarregar als dirigents regionals que prenguessin la situació sota el seu control personal. Ievguénia Borovíkova, una diputada del PLDR a l'Assemblea legislativa regional d'Altai, va proposar extingir incendis mitjançant bombes d'oxigen ASP-500 i bombes d'oxigen. El fum dels incendis forestals a Sibèria va arribar a la capital de Mongòlia, Ulan Bator.
El 31 de juliol, el president rus Vladímir Putin va ordenar als militars del Ministeri de Defensa rus que s'unissin a la lluita contra incendis a Sibèria. El grup operatiu del ministeri de Defensa rus estava dirigit pel viceministre de Defensa, general d'exèrcit Dmitri Bulgàkov. Segons la NASA, el fum procedent dels boscos que cremaven a Sibèria va arribar al territori d'Alaska i, possiblement barrejat amb fum dels incendis locals, va arribar a la costa oest del Canadà.
L'1 d'agost, el president dels Estats Units, Donald Trump, durant una conversa telefònica amb Vladímir Putin, es va oferir per ajudar a extingir els incendis forestals a Sibèria. El Comitè d'Investigació de la Federació Russa va obrir un procés penal pel cas dels incendis forestals al krai de Krasnoiarsk, sobre la base de l'apartat 1.1 de l'article 293 del Codi penal (negligència). Segons la versió preliminar de la investigació, del 22 de març a l'1 d'agost, els funcionaris del ministeri de Silvicultura del krai de Krasnoiarsk no van prendre mesures destinades a eliminar els incendis forestals sorgits, com a conseqüència dels quals els incendis es van estendre a grans zones.
2 d'agost: Itàlia va oferir assistència en l'extinció d'incendis, va dir el primer ministre Giuseppe Conte.
El 5 d'agost es van cremar més de 4,3 milions d'hectàrees, la qual cosa és comparable a la superfície de l'óblast de Moscou. En total hi havia més de 13 milions d'hectàrees cremades a Rússia, una extensió comparable a la superfície de Grècia
El 8 d'agost, la superfície total d'incendis a quatre regions de Sibèria va augmentar durant el dia (d'1,6 milions d'hectàrees a 1,8 milions d'hectàrees). El 9 d'agost, al krai de Krasnoiarsk, un incendi es va estendre per més de 100.000 ha al dia, i va passar 860,2 mil ha a 971,8 mil ha. El bosc es va incendiar al parc nacional del Transbaikal, a les reserves naturals de Barguzin i Djerguinski.
El 10 d'agost, el fum dels incendis forestals va arribar als remots pobles de Taimir, i la zona d'incendis forestals al krai de Krasnoiarsk va augmentar fins a 1 milió d'hectàrees.
L'11 d'agost, la superfície total d'incendis a quatre regions (Buriàtia, óblast d'Irkutsk, territoris de Zabaikàlie i Krasnoiarsk) va superar els 2 milions d'hectàrees. A Iacútia, el foc va cobrir 883 mil hectàrees de bosc. A causa del boirum, la connexió aèria de Kírensk amb Irkutsk i els assentaments del nord es va haver d'interrompre i el transport aquàtic de passatgers va deixar de funcionar.
El 12 d'agost es van extingir 202 incendis forestals a Rússia en una superfície de 283.200 ha, que és només el 9% de la superfície d'incendis. Al final de la temporada, la superfície cremada pel foc podria ser superior a la xifra rècord del 2012, quan es van cremar 18,1 milions d'hectàrees de bosc.
El 14 d'agost es van cremar 5,4 milions d'ha. En total, s'havien cremat 14,9 milions d'hectàrees des de principis d'any,i 225 milions de tones de diòxid de carboni havien estat alliberades a l'atmosfera terrestre.Segons l'Agència Forestal Federal, a les entitats constituents de la Federació Russa s'estaven extingint 173 incendis en una superfície de 256,8 mil hectàrees.
El 15 d'agost, al krai de l'Altai, a petició del Ministeri de Recursos Naturals i Ecologia del krai de l'Altai, els sacerdots de l'eparquia de Barnaül de l'Església Ortodoxa Russa van fer una processó religiosa aèria en helicòpter.
El 25 d'agost, la superfície d'incendis forestals a Sibèria i l'Extrem Orient que s'intentava extingir, va augmentar en 7.700 ha per dia, i va passar de 42.200 ha a 50.100 ha.
El 30 d'agost, el director científic del Centre Hidrometeorològic Roman Vilfand va dir que el fum dels incendis a Sibèria i Alaska dificultava la feina dels meteoròlegs a les regions polars: "fins i tot quan el clima era clar, el fum no permetia als meteoròlegs d'analitzar la situació".
Així mateix, segons ell, els incendis forestals a gran escala a Sibèria el 2019 van accelerar la fusió sense precedents de gel a l'Àrtida, on aquest any el 90% de les glaceres de Groenlàndia va començar a fondre’s: “El perill és que quan la cendra es trobi sobre el gel, aquest es fongui intensament".
El 31 d'agost, la superfície d'incendis forestals a Sibèria sobre els quals se n'efectuava l'extinció activa, va augmentar, segons les dades d'Avialessokhrana en 6.465 hectàrees: de 30.848 hectàrees a 37.313 hectàrees. El Ministeri de la Natura del krai de l'Altai va anunciar la migració d'animals salvatges des dels boscos cremats del krai de Krasnoiarsk: llops, linxs, ossos i porcs senglars.

## Conseqüències
Durant els incendis, desenes de milions de tones de diòxid de carboni van ser llançats a l'atmosfera terrestre, i la fusió del permafrost també alliberà grans quantitats de metà, la qual cosa també accelera l'escalfament global l (i l'escalfament global també contribueix a la propagació del foc). La destrucció dels recursos forestals també afecta la font d'ingressos a Rússia.
El primer ministre rus, Dmitri Medvédev, va suggerir revisar els actes legals normatius en matèria d'extinció d'incendis a les regions, incloses les zones de control. "Potser té sentit revisar aquests documents, perquè ara només cobreixen aquells llocs on hi ha un incendi directe, però no s'apliquen, per exemple, a zones de fum", va dir Medvédev.